# 607 (numero)
Seicentosette (607) è il numero naturale dopo il 606 e prima del 608.

## Proprietà matematiche
- È un numero dispari.
- È un numero difettivo.
- È un numero primo.
- È un numero di Ulam.
- È parte della terna pitagorica (607, 184224, 184225).
- È un numero congruente.

## Astronomia
- 607 Jenny è un asteroide della fascia principale del sistema solare.
- NGC 607 è una stella tripla della costellazione della Balena.

## Astronautica
- Cosmos 607 è un satellite artificiale russo.